# Гангстер с печеньем
Гангстер с печеньем (с англ. — «The Cookie Mobster») — американский комедийный художественный телефильм срежиссированный Кевином Коннором и показанный по телеканалу Up TV 27 декабря 2014 года.

## Сюжет
Джои Д'Амико является бывшим гангстером и благодаря подставе своего напарника попадает под программу защиты свидетелей, по которой его переселяют в другое место и дают новое имя.  Впоследствии он влюбляется в свою соседку Аманду и помогает ее дочери печь печенье для девочек-скаутов.

## В ролях
- Рик Маламбри в роли Джои Д'Амико
- Пиппа Блэк в роли Аманды
- Маккензи Фой в роли Салли
- Чейен Нгуйен в роли Люси
- Даниэль Паркер в роли Пенелопы
- Дженна Ортега в роли Ниты
- Майкл Грэнт Терри в роли агента Уоллкита
- Дафни Дюплекс в роли Констации

## Критика
По оценкам сайта IMDb Pro фильм заработал около 250 тыс.$.
Сайт TheBestDarnGirls оценил фильм на 2,5 балла из 5.